# Cacioricotta

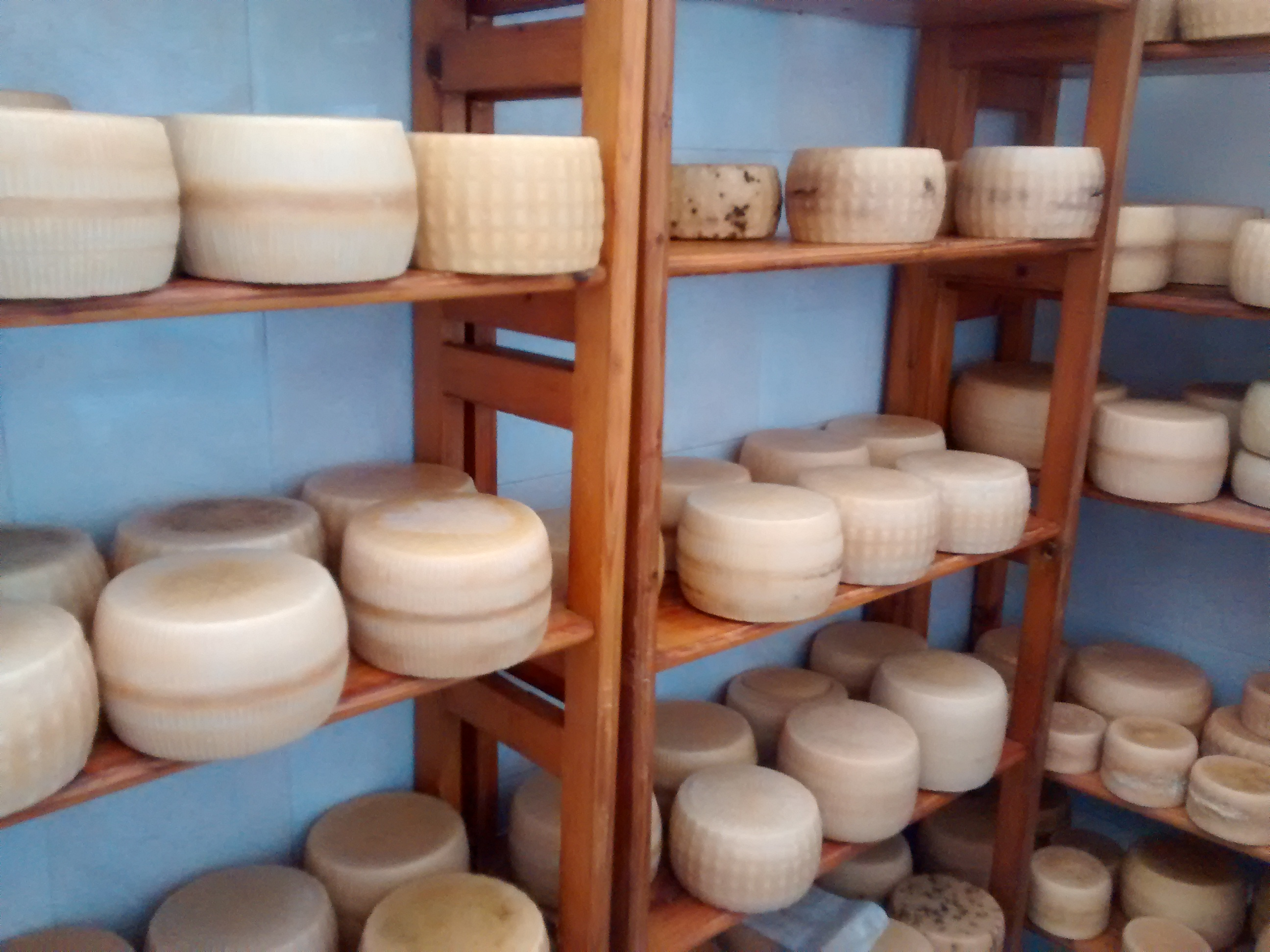
Cacioricotta bei der Reifung in einer Meierei in der Nähe von Manduria, Apulien

Cacioricotta ist ein italienischer Käse, der in Mittel- und Süditalien in den Regionen Abruzzen, Apulien, Basilikata, Kalabrien, Kampanien und Latium hergestellt wird. Mit Ausnahme der Region Abruzzen ist er als traditionelles italienisches Agrar- und Nahrungsmittelprodukt (Prodotto agroalimentare tradizionale PAT) anerkannt.
Der frische Cacioricotta ist weich und hat eine elfenbeinweiße Farbe, nach der Reifung wird er goldgelb, hart und fest mit einem würzigen Geschmack.

## Herstellung
Cacioriccota wird regional unterschiedlich aus Ziegen-, Wasserbüffel- oder aus Mischungen von Schafs-, Ziegen- und Kuhmilch hergestellt. Der apulische Cacioricotta ist ein handwerklich hergestellter Käse aus pasteurisierter Ziegenmilch.
Traditionell findet die Produktion von Juni bis August statt, wenn die Schafsmilch knapp wird, die Ziegen aber noch säugen. Er kann sowohl frisch als auch gereift verzehrt werden. Der Begriff Cacioriocotta setzt sich aus „cacio“ (Käse) und „Ricotta“ zusammen, da er sowohl Casein (spezifisch für Käse) als auch Molkenprotein (spezifisch für Ricotta) enthält, die bei der Wärmebehandlung der Vollmilch bei 90 °C ausgefällt werden. Die Proteolyse ist das wichtigste biochemische Ereignis während der Käsereifung und trägt zur Geschmacks- und Texturentwicklung des Cacioriocottas bei.
Der junge Cacioricotta vereint das süßliche Aroma von frischem Ricotta mit dem Geschmack gekochter Milch, während gereifter Cacioricotta zunehmend einen salzig-scharfen und angenehm-strengen Geschmack nach Ziegenkäse erreicht. Er wird frisch bis zu drei Monate als Tafelkäse verwendet (in Salaten oder auf der Käseplatte). Ab einer Reifezeit von zwei Jahren wird er als Reibekäse insbesondere in der Region Puglia für Orecchiette mit Tomaten verwendet.